# Palo Grande
Palo Grande è un comune (corregimiento) della Repubblica di Panama situato nel distretto di Alanje, provincia di Chiriquí. Si estende su una superficie di 41 km² e conta una popolazione di 578 abitanti (censimento 2010).